# Levec
Levec (Duits: Lehndorf) is een plaats in Slovenië en maakt deel uit van de gemeente Žalec in de NUTS-3-regio Savinjska. De plaats telde 460 inwoners op 1 januari 2020.

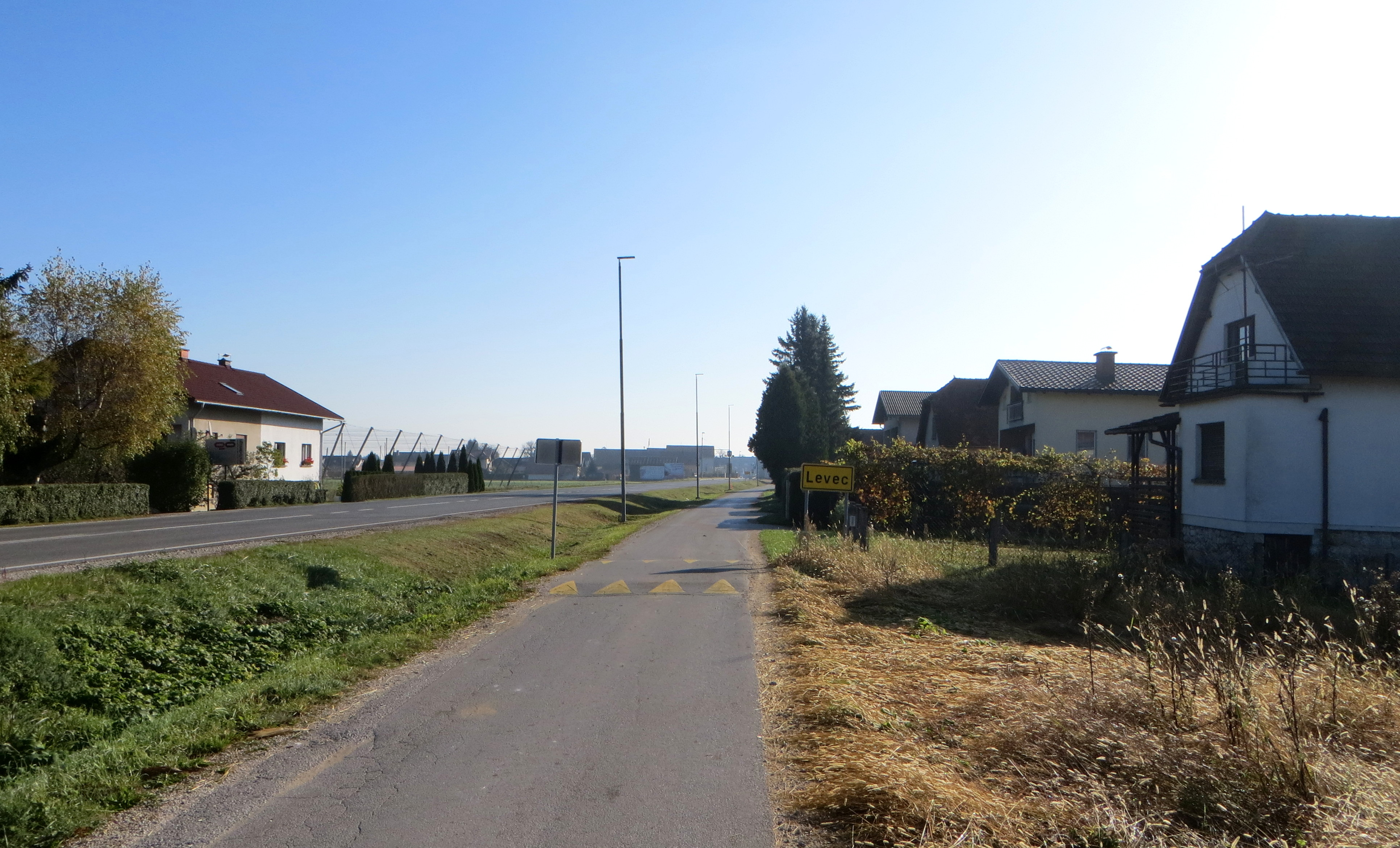
Dorpsaanzicht